# Charles Reade

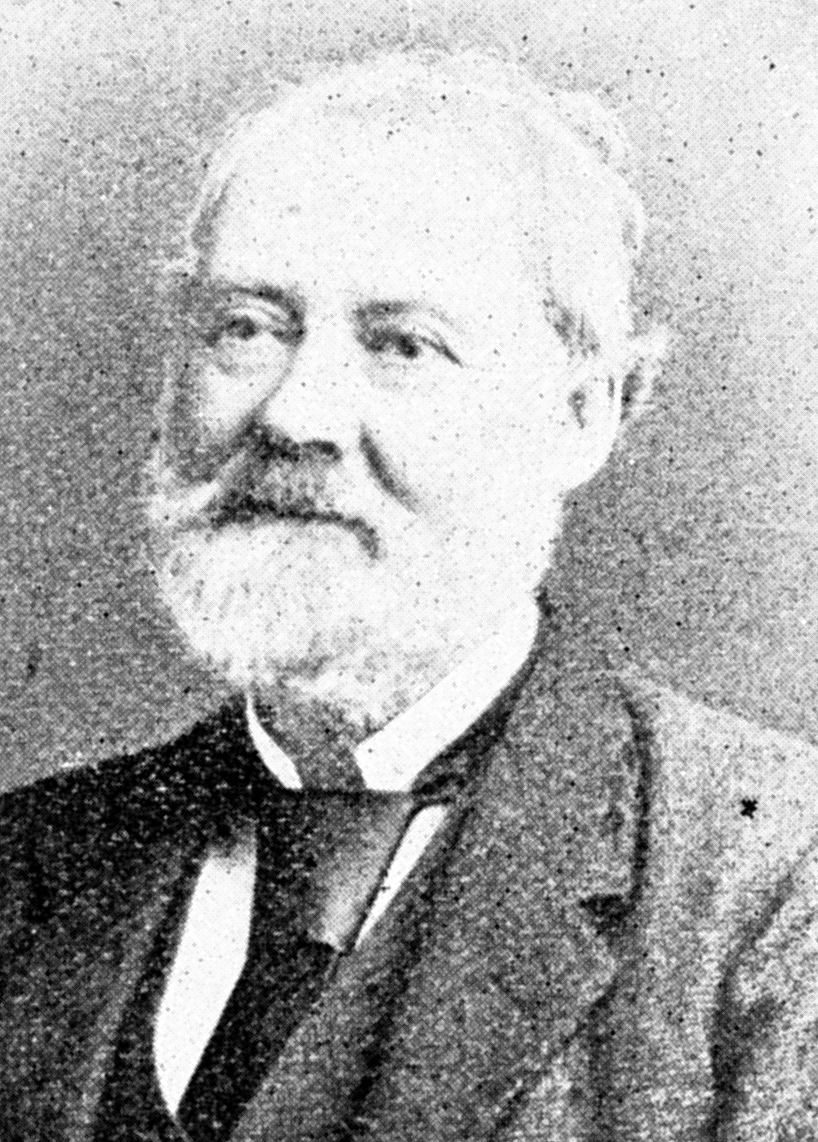
Charles Reade

Charles Reade (* 8. Juni 1814 in Ipsden, Oxfordshire, England; † 11. April 1884 in London) war ein englischer Schriftsteller.

## Leben
Charles Reade wurde als Sohn von John Reade und dessen Frau Anne Marie Scott-Waring im Ipsden House geboren. Sein Studium, das er 1835 mit dem Titel des Bachelors abschloss, absolvierte er am Magdalen College der Universität in Oxford. 1843 wurde er Anwalt, wandte sich aber, da seine Praxis beschränkt blieb, der Literatur und namentlich der Bühne zu. 1851 war er Vizepräsident des Oxforder Magdalen College.
Reade begann in London seine literarische Karriere mit Dramen, die trotz flüssiger Dialoge keine größere Bedeutung erlangten. Meist in Gemeinschaft mit seinem Freund Tom Taylor schrieb er Theaterstücke, von denen insbesondere Masks and Faces (1852) Erfolg hatte. Allgemeiner bekannt wurde er durch den Roman It Is Never Too Late to Mend (3 Bände, London 1856), in dem er sich mit den Schwierigkeiten beschäftigt, denen sich entlassene Gefängnisinsassen gegenübersehen. Es folgten White Lies (3 Bände, London 1858) und einige kleinere Erzählungen, die Beifall fanden. Aus seinen gesellschaftskritischen Erzählungen ist dabei der historische Roman The Cloister and the Hearth (1861) durch die lebensvolle Darstellung des spätmittelalterlichen Europas besonders hervorzuheben.

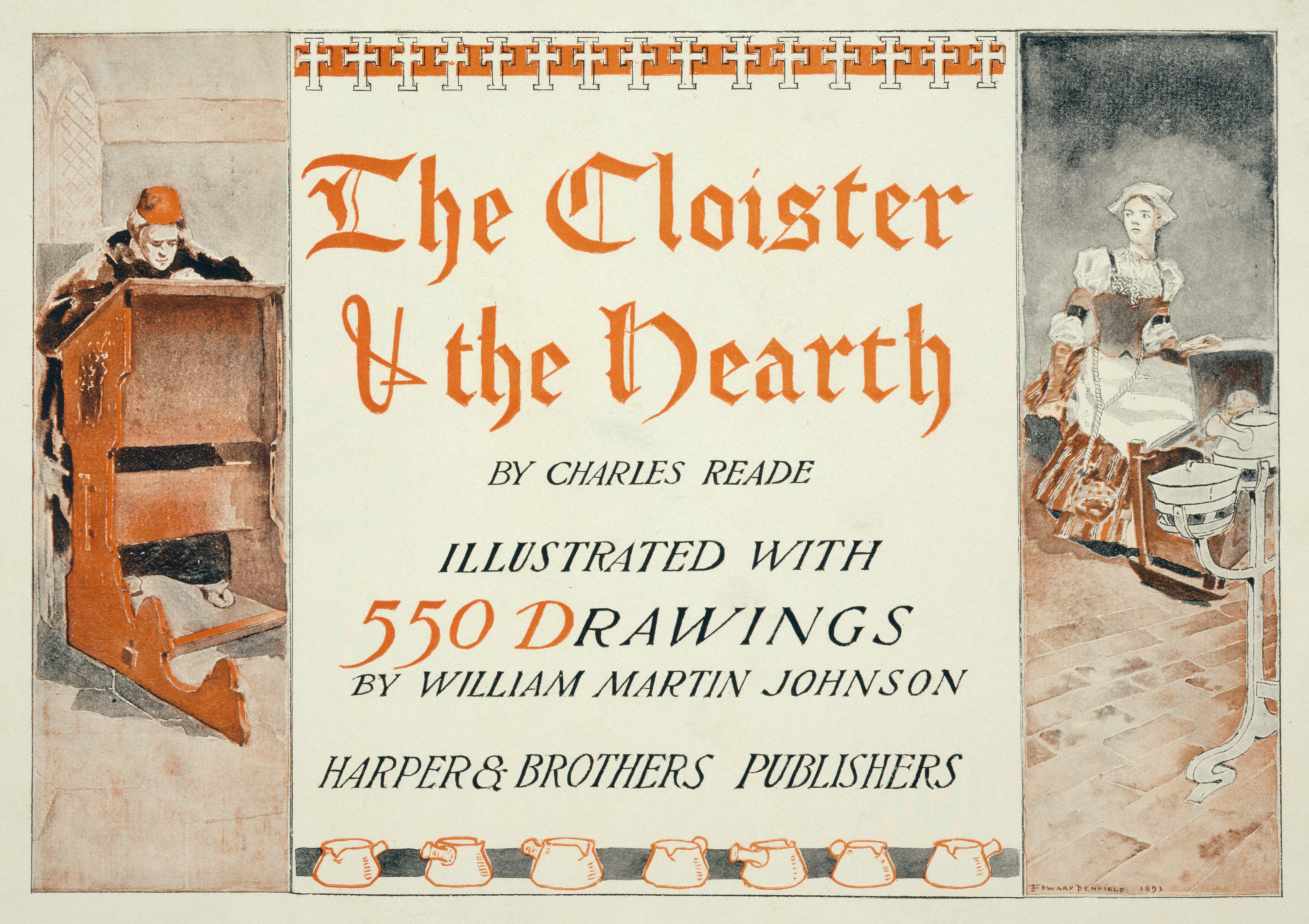
The Cloister and the Hearth

Von Reades späteren Arbeiten ist Hard Cash (3 Bände, London 1863) zu erwähnen, wo der Autor mit sehr grellen Farben soziale Missstände in englischen psychiatrischen Kliniken schildert. Mit dem auf Émile Zolas Roman L’Assommoir gegründeten Schauspiel Drink (1879) nahm er noch einmal seine dramatische Tätigkeit auf.
Ein Realist in seinen zeitgenössischen wie historischen Romanen, strebte Reade da und dort aufgrund eingehender Studien nach richtiger Sittenschilderung und genauer Ortsmalerei nicht nur aus ästhetischem Prinzip, sondern auch in ausgesprochen lehrhafter Tendenz. Er wurde aber durch Tendenzeifer nicht selten zum Sensationellen verleitet.
An dem weltberühmten Zitat: „Achte auf Deine Gedanken, denn sie werden zu Worten. Achte auf Deine Worte, denn sie werden zu Handlungen. Achte auf Deine Handlungen, denn sie werden zu Gewohnheiten. Achte auf Deine Gewohnheiten, denn sie werden Dein Charakter. Achte auf Deinen Charakter, denn er wird Dein Schicksal.“  soll sich Charles Reade bedient haben. In der englischsprachigen Literatur wird das Zitat einem chinesischen Sprichwort zugeschrieben. Belegbar ist, dass Charles Reade dem Zitat zur Verbreitung verholfen hat. Dieser hat es wie folgt ins Englische verfasst:
"We sow a thought and reap an act; We sow an act and reap a habit; We sow a habit and reap a character; We sow a character and reap a destiny."

## Werke (Auswahl)
Einzelausgaben
- Masks and Faces. 1852.
- Peg Woffington. 1853.
- Christie Johnstone.
- It Is Never Too Late to Mend. 1856.
- Autobiography of a Thief. 1858.
- Jack of All Trades.
- Love Me Little, Love Me Long. 1859.
- The Cloister and the Hearth. 1861.
- Hard Cash. 1863.
- Griffith Gaunt. 1866.
- Foul Play. 1869.
- Put Yourself in His Place. 1870.
- A Terrible Temptation. 1871.
- The Wandering Heir. 1873.
- A Woman Hater. 1877.
- A Perilous Secret. 1884.

Werkausgaben
- The works. AMS Press, New York 1970

1. Hard cash. A matter-of-fact romance. 1970 (Nachdr. d. Ausg. London 1895).
2. The double marriage or white lies. 1970 (Nachdr. d. Ausg. 1896).
3. Put yourself in his place. 1970 (Nachdr. d. Ausg. London 1896).
4. A perilous secret. 1970 (Nachdr. d. Ausg. London 1896).
5. Peg Woffington, Christie Johnstone. 1970 (Nachdr.d. Ausg. London 1895).
6. Foul play. 1970 (Nachdr. d. Ausg. London 1896).
7. It is never too late to mend. A matter-of-fact romance. 1970 (Nachdr. d. Ausg. 1895).
8. A terrible temptation. A story of the day. 1970 (Nachdr. d. Ausg. London 1895).
9. Readiana. Comments of current events. 1970 (Nachdr. d. Ausg. London 1896).
10. The jilt and other stories. Good stories of man and other animals. 1970 (Nachdr. d. Ausg. London 1896).
11. The cloister and the hearth. A tale of the middle ages. 1970 (Nachdr. d. Ausg. London 1895).
12. The autobiography of a thief and other histories. 1970 (Nachdr. d. Ausg. London 1896).
13. Love me little, love me long. 1970 (Nachdr. d. Ausg. London 1896).
14. A Simpleton. A story of the day. 1970 (Nachdr. d. Ausg. London 1896).
15. A woman-hater. 1970 (Nachdr. d. Ausg. London 1896).
16. Griffith Gaunt or Jeaulosy. 1970 (Nachdr. D. Ausg. London 1896).
17. The course of true lover never did run smooth. 1970 (Nachdr. d. Ausg. 1896).